# NGC 4281
NGC 4281 is een spiraalvormig sterrenstelsel in het sterrenbeeld Maagd. Het hemelobject werd op 11 april 1785 ontdekt door de Duits-Britse astronoom William Herschel.

## Synoniemen
- UGC 7389
- MCG 1-32-12
- ZWG 42.34
- VCC 408
- IRAS 12177+0539
- PGC 39801